# 岗巴肋柱花
岗巴肋柱花（学名：Lomatogonium lloydioides）为龙胆科肋柱花属下的一个种。

## 扩展阅读
- 維基物種上的相關：岗巴肋柱花